# Douglass (cráter marciano)
Douglass es un cráter situado en el cuadrángulo Thaumasia de Marte, localizado en las coordenadas 51.8°S de latitud y 70.6°O de longitud. Tiene un diámetro de 94.0 km y debe su nombre a Andrew E. Douglass. Esta designación fue aprobada en 1973.